# Appel (informatique)
Pour les articles homonymes, voir Appel.
Ne doit pas être confondu avec Appel système.
En informatique un appel est une instruction ou une commande qui permet de déplacer la séquence d'exécution courante vers une autre section, un autre programme, script ou traitement par lots.

## Instructions

### Assembleur
En assembleur, l'appel de procédure est assigné à l'instruction CALL.
colore

## Commandes

### DOSetWindows
Avec les interpréteurs Command et Cmd on utilise la commande CALL pour appeler un fichier de script à partir d'un autre. Une fois que les commandes du fichier appelé sont achevées on revient à l'instruction qui suit la commande. Avec la commande CALL il est possible d'envoyer des arguments à la section ou au fichier qui est appelé. Pour appeler une section d'un traitement par lots on utilise une étiquette.